# Grusviva
Grusviva (Androsace septentrionalis) är en ettårig viveväxt som liknar vivorna genom bland annat bladrosetten, stjälken och blomflocken, men som skiljer sig genom ett äggformat, ej cylindriskt kronrör och ett mer vidgat blomfoder. Fröhuset är nästan klotrunt och öppnar sig genom att toppen spricker sönder i fem flikar. Grusviva blommar i maj och juni och blomfärgen är vit. Växten blir vanligen mellan 5 och 20 centimeter hög.
Grusvivan växer på torra och hårda platser såsom backar, sandåsar, gator och kalkberg. Den förekommer i Alperna, från mellersta Norge till Tibet och Himalaya samt i västra USA.
Ett äldre svenskt namn på grusviva är flockarv.